# Pisánská republika
Pisánská republika (italsky Repubblica di Pisa) byla středověká italská námořní republika a fakticky nezávislý stát s centrem v italském městě Pisa vzniklý kolem roku 1000. Ve své historii působila Pisánská republika jako stálý účastník křížových výprav proti muslimům. Ve válce guelfů s ghibellini bojovala na straně ghibellinů (pisánci tedy vystupovali jako podporovatelé štaufských císařů) a podílela se i na dalších námořních taženích ve Středomoří. Císař Fridrich Barbarossa udělil republice červený prapor a znakem se stal štít vyplněný červenou barvou, přičemž bílý okcitánský kříž byl doplněn až později ve 13. století. V 11. století byla Pisa významným centrem středomořského obchodu a podnikání, dokud její postavení nepřevzal Janov, který ji drtivě porazil v námořní bitvě u Melorie roku 1284. Úplný zánik pisánské nezávislosti se klade do roku 1406, kdy byla Pisa anektována Florentskou republikou. 
Pisánská republika bývá uváděna jako jedna ze čtyř hlavních námořních republik italských dějin a pisánský kříž je vyobrazen spolu s dalšími znaky námořních republik na vlajce Italského námořnictva.

## Galerie

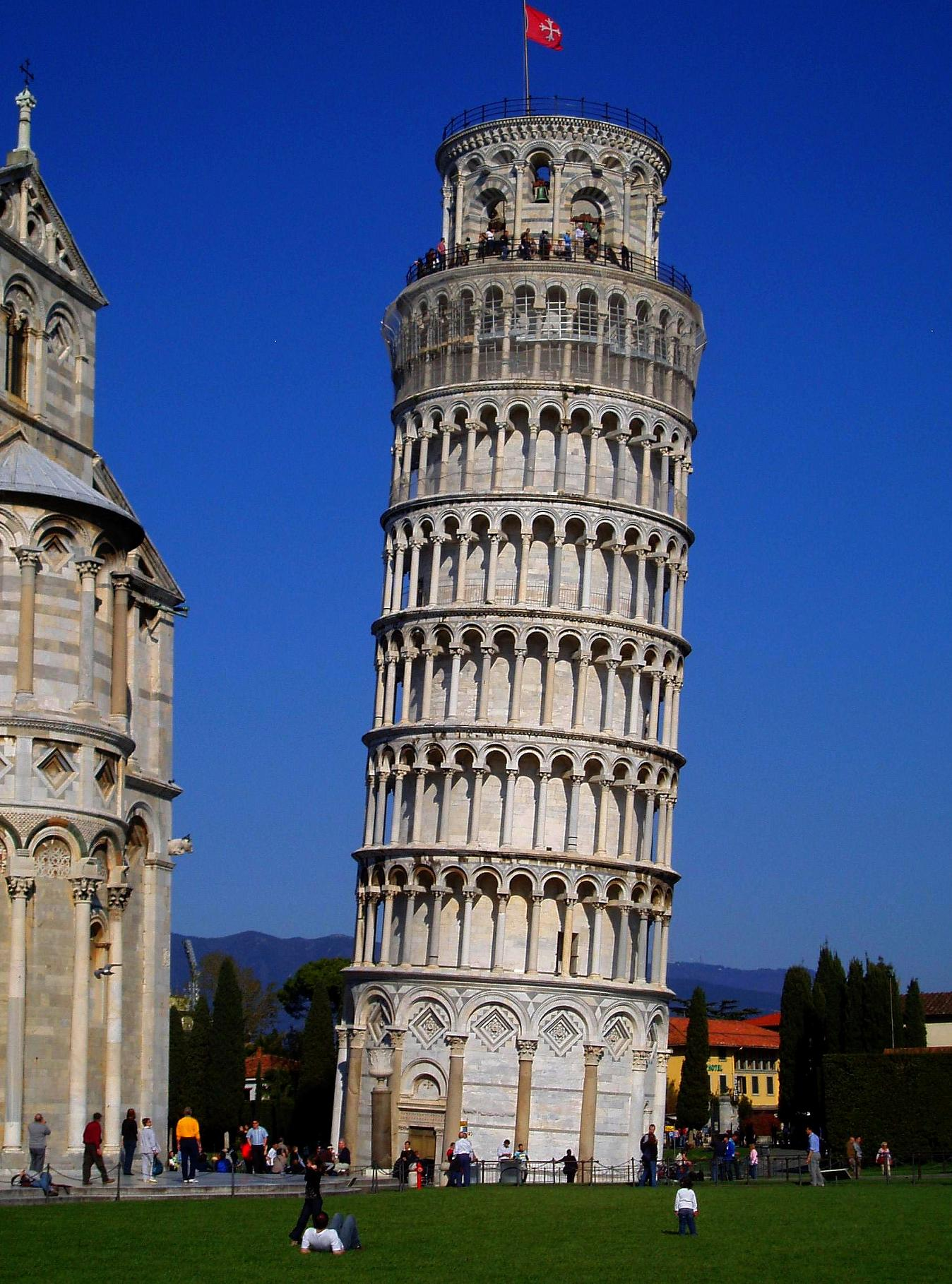
Šikmá věž v Pise s vlajkou s pisánským křížem na vrcholu, postavena mezi 12.–14. stoletím
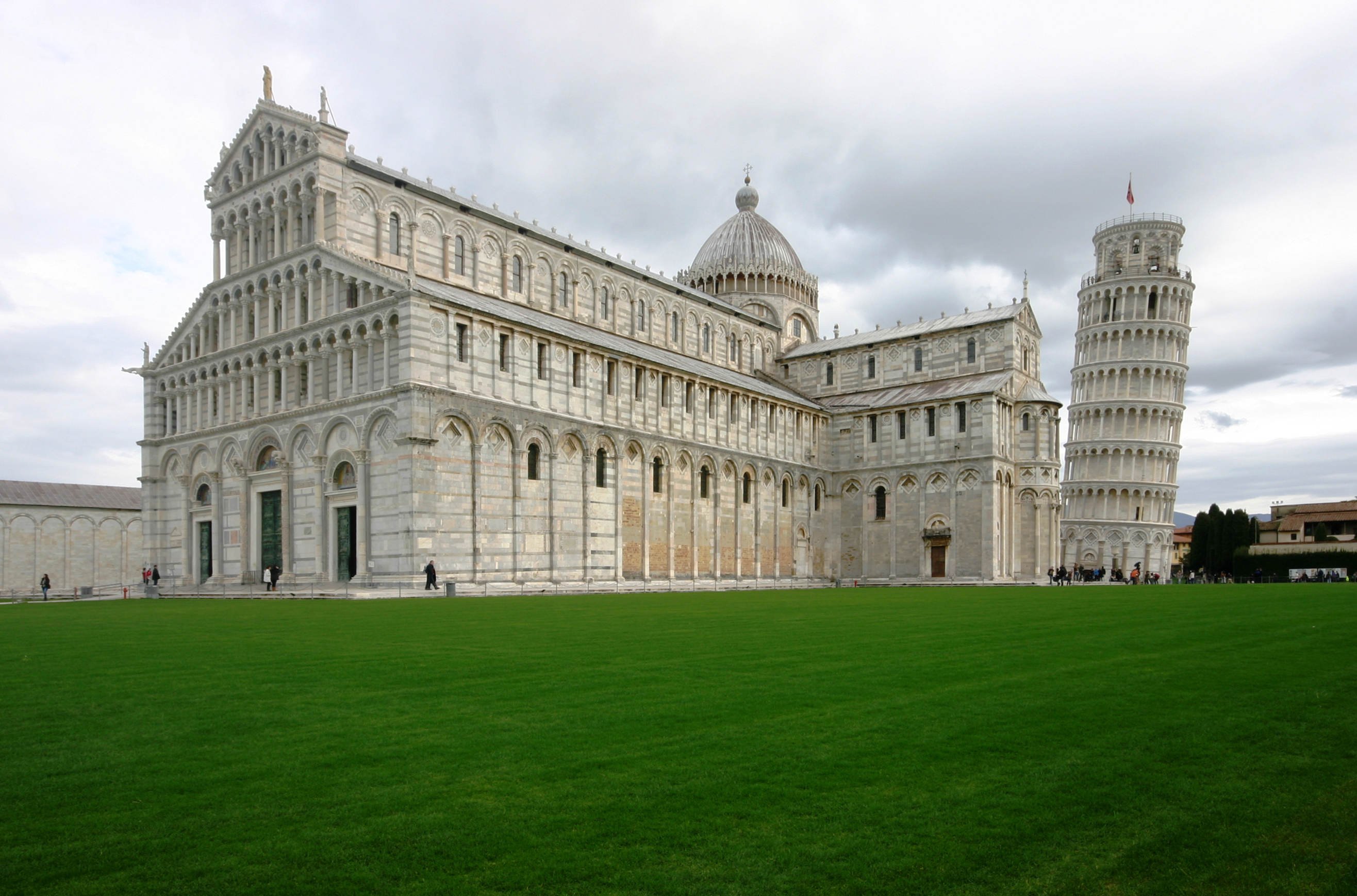
Pisánský dóm (11.–12. století), jehož výstavba byla financována z válečné kořisti z úspěšné výpravy proti tuniské Mahdii roku 1087
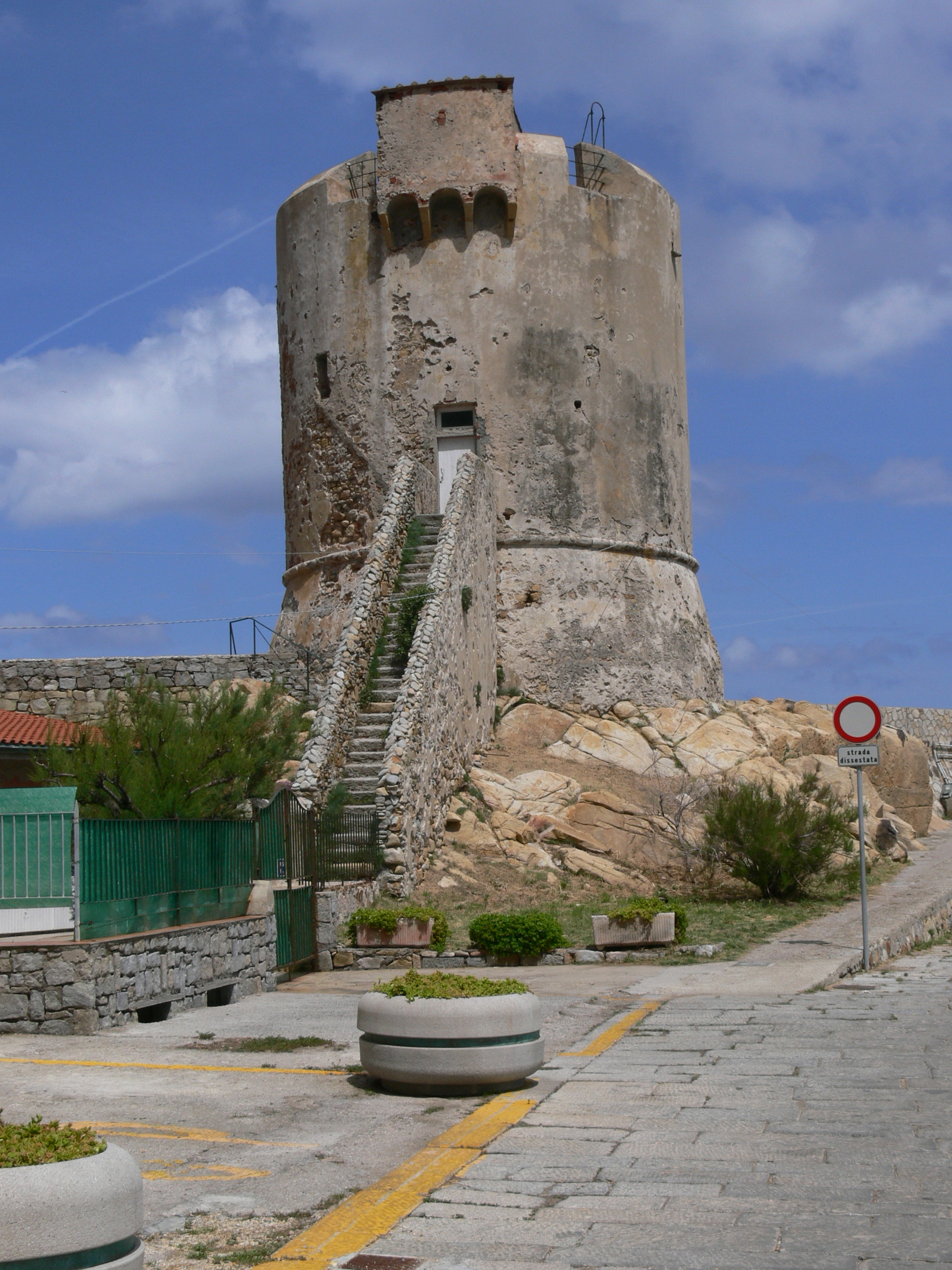
Pisánská strážní věž na ostrově Elba postavená na obranu před muslimskými piráty
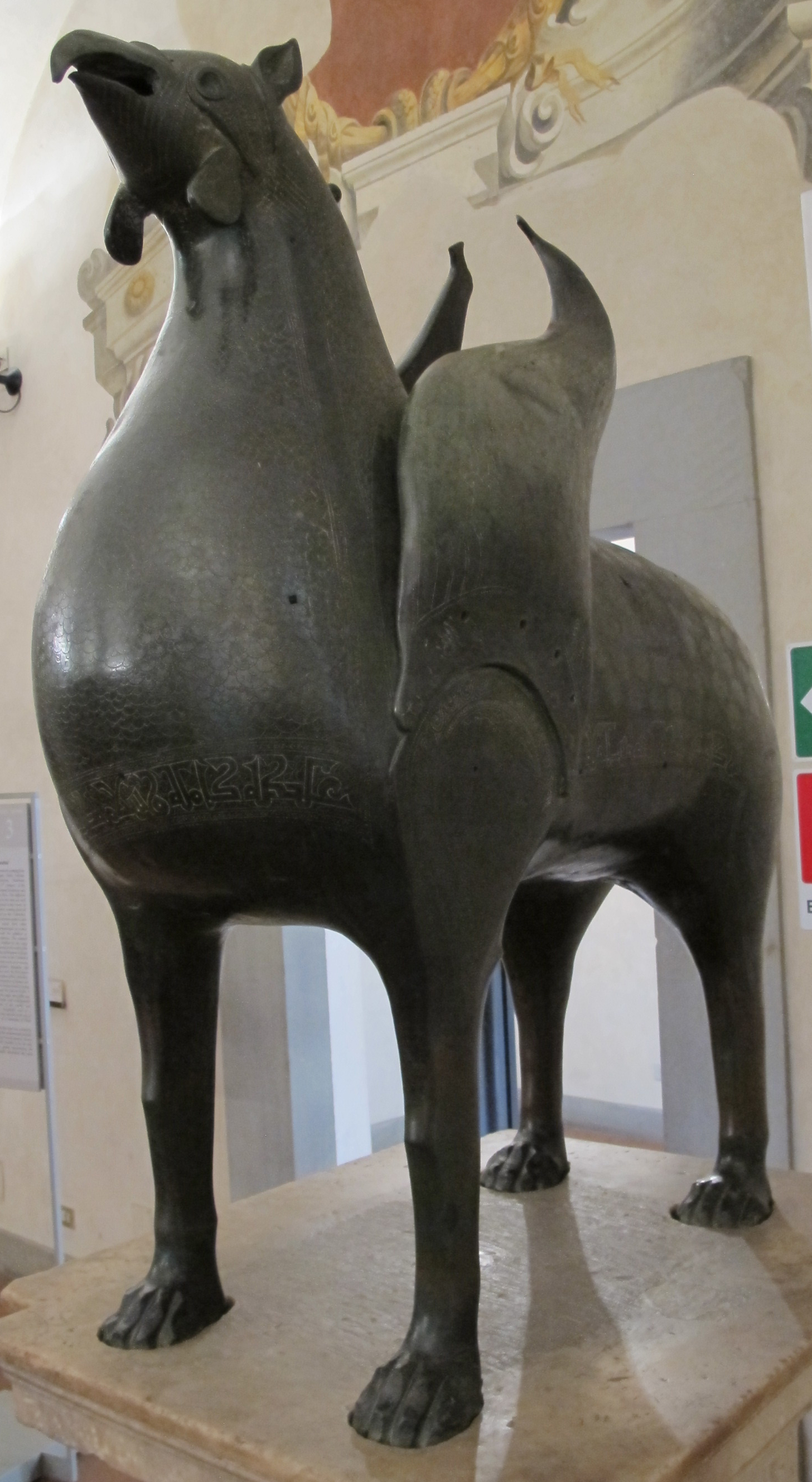
Pisánský gryf je válečnou kořistí z některé z mnoha pisánských výprav proti muslimským državám
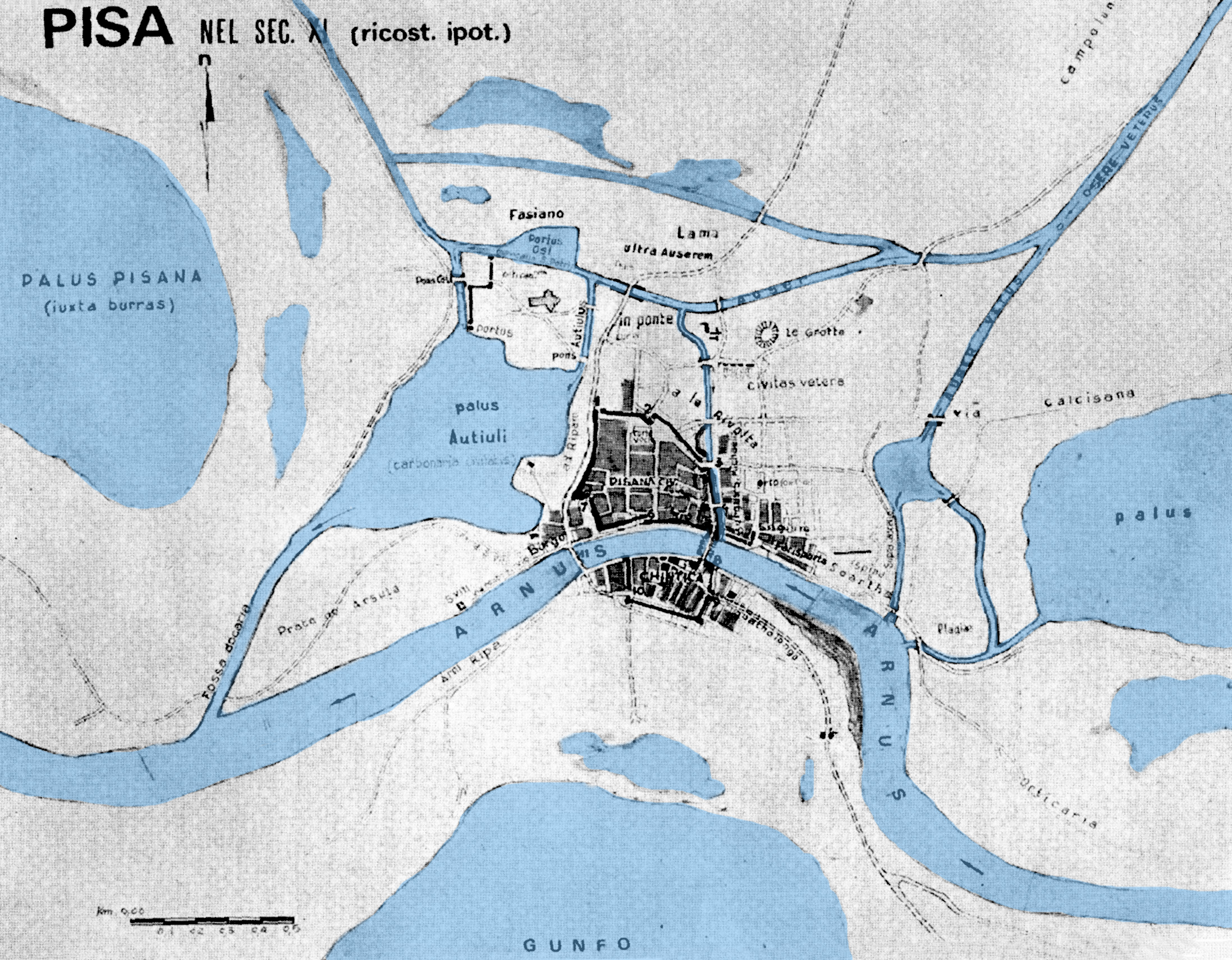
Mapa Pisy v 11. století